# Ocotea floribunda
Ocotea floribunda là loài thực vật có hoa trong họ Nguyệt quế. Loài này được (Sw.) Mez miêu tả khoa học đầu tiên năm 1889.